# Marina Militară Sovietică
Flota Uniunii Sovietice (rusă Военно-морской флот СССР (Voienno-morskoi flot SSSR)) numită uneori Flota Roșie a fost flota maritimă militară a Uniunii Sovietice.
Influența armatei sovietice a jucat un rol important în Războiul Rece (1945-1991), deoarece majoritatea conflictelor s-au axat pe forțele navale.
Marina sovietică a fost împărțită în patru flote majore: Flotele de Nord, Pacific, Marea Neagră și Baltică; sub comanda separată a fost baza Naval din Leningrad. Flotila Caspică a fost o forță mai mică care operează în Marea Caspică. Componentele principale ale navei sovietice includ aviația navală sovietică, infanteria navală (marină sovietică) și artileria de coastă.
După dizolvarea Uniunii Sovietice în 1991, Rusia a moștenit cea mai mare parte a marinei sovietice și a reformat-o în marina rusă, cu părți mai mici devenind baza pentru navele noilor state post-sovietice independente.

## Nave sovietice în 1990
63 submarine purtătoare de rachete balistice
- 6 Submarine clasa Taifun
- 40 Submarine clasa Delta
- 12 Submarine clasa Yankee
- 5 Submarine clasa Hotel

72 submarine purtătoare de rachete de croazieră
- 6 Submarine clasa Oscar
- 6 Submarine clasa Yankee Notch
- 14 Submarine clasa Charlie
- 30 Submarine clasa Echo
- 16 Submarine clasa Juliett

## Comandanți notabili
- Sergei Gorșkov
- Ivan Isakov
- Nikolai Gerasimovici Kuznețov

## Vezi și
- Marina Militară Rusă

## Legături externe în limba engleză
- Marina rusă
- Globalsecurity.org despre Marina Militară Sovietică.
- Amiral Gorșkov și Marina Militară Sovietică Arhivat în 22 noiembrie 2005, la Wayback Machine.
- Submarine Sovietiece
- Flota Roșie Arhivat în 11 septembrie 2006, la Wayback Machine.
- Steaguri și Nave cu Aburi Arhivat în 23 iunie 2022, la Wayback Machine.
- Warship Listing
- Armele Marinei Militare Ruse Arhivat în 21 ianuarie 2016, la Wayback Machine.
- Toate navele militare sovietice listă completă
- All Soviet Submarines - Complete Ship List (English)